# Линюк, Елена Владимировна
Елена Владимировна Линюк (23 июня 1987) — российская футболистка, нападающая.

## Биография
В начале карьеры выступала за реутовский «Приалит». В 2004 году стала победительницей первого дивизиона России. Была кандидаткой в юниорскую сборную России. После выхода «Приалита» в высший дивизион приняла участие только в одном матче — 19 августа 2005 года в игре против «Невы» вышла на замену на 89-й минуте вместо Лины Рабах.
В 2008 году присоединилась к вновь созданному женскому клубу «Зоркий» (Красногорск), выступавшему во втором дивизионе России (первенство Московской области). В первом сезоне стала лучшим бомбардиром команды, забив 25 голов. В 2009 году со своим клубом стала победительницей зонального и финального турниров второго дивизиона, в финальном турнире забила 4 гола.